# マータ・クリステン
マータ・クリステン（Marta Kristen,  1945年2月26日 - ）は、アメリカ合衆国の女優である。

## 来歴
1945年、ノルウェーのオスロに生まれる。母親はフィンランド出身で、父親はドイツ出身だったが第二次世界大戦で他界している。後にアメリカ人夫婦の養子となり、名前を“マータ”とつけてもらいミシガン州へ移住したのちに、ロサンゼルスへ移り住みサンタモニカの高校を卒業した。
1960年からテレビドラマで女優デビューを果たし、『ヒッチコック劇場』などへ出演。1965年にジョナサン・ハリスらと共演したテレビドラマシリーズ『宇宙家族ロビンソン』へのレギュラーキャストとしてジュディ・ロビンソンを演じたあたりからその名前も知られるようになり、同ドラマには84エピソード出演している。ちなみに映画としてリメイクされた『ロスト・イン・スペース』へも別の役柄でカメオ出演を果たした。

### 私生活
1963年にOswald Goodenと結婚して1児をもうけるが、1974年に離婚。同年1974年にKevin Kaneと再婚してからは現在に至る。

## 出演作品

### 映画
- Savage Sam (1963)
- ビーチ・ブランケット・ビンゴ Beach Blanket Bingo (1965)
- 悪魔のワルツ The Mephisto Waltz (1971)
- Terminal Island (1973)
- Once (1974)
- Gemini Affair (1975)
- 宇宙の7人 Battle Beyond the Stars (1980)
- Strange Voices (1987) ※テレビ映画
- Harvest of Fire (1996) ※テレビ映画
- アリッサ・ミラノの 堕落の園 Below Utopia (1997)
- ロスト・イン・スペース Lost in Space (1998)
- The Bolt Who Screwed Christmas (2009) ※短編

### テレビドラマ
- Letter to Loretta (1960)
- パパ大好き My Three Sons (1960, 1962, 1964)
- ビーバーちゃん Leave It to Beaver (1961)
- ヒッチコック劇場 Alfred Hitchcock Presents (1961)
- ドクター・キルデア Dr. Kildare (1963)
- イレブンス・アワー The Eleventh Hour (1963)
- 地上最大のショウ The Greatest Show on Earth (1964)
- ミスター・ノバック Mr. Novak (1964)
- 0011ナポレオン・ソロ The Man from U.N.C.L.E. (1964)
- 幌馬車隊 Wagon Train (1965)
- 宇宙家族ロビンソン Lost in Space (1965 - 1968)
- マニックス Mannix (1972)
- 謎の円盤UFO Project U.F.O. (1978)
- 探偵レミントン・スティール Remington Steele (1982)
- Fame (1985)
- Dr.トラッパー サンフランシスコ病院物語 Trapper John, M.D. (1985)
- Wildside (1985)
- スケアクロウとキング夫人 Scarecrow and Mrs. King (1987)
- TVキャスター マーフィー・ブラウン Murphy Brown (1994)
- Harvest of Fire (1996)

### ビデオゲーム
- Panic in the Park (1995)

## 参照
1. 1 2 3  “Marta Kristen Biography”. 2014年8月10日閲覧。